# Zumaia
Zumaia (amtlicher und baskischer Name, spanisch Zumaya) ist eine Stadt in der Provinz Gipuzkoa in der spanischen Autonomen Gemeinschaft Baskenland. Sie liegt ca. 25 km westlich der Stadt Donostia-San Sebastián.

## Geographie
Zumaia liegt im Norden der iberischen Halbinsel. In der Stadt befindet sich die Mündung des Urola in den Golf von Biskaya.
Das Klima ist maritim mit gemäßigten Sommern und milden Wintern.

## Geologie
Geologisch interessant ist Zumaia vor allem wegen des gut sichtbaren Flyschs. An der Küste sind die Kreide-Paläogen-Grenze sowie die Schichten des Paläozäns (66,0–56,0 Ma) und des Ypresiums (unteres Eozän) aufgeschlossen. Am Strand von Zumaia befinden sich seit 2008 die internationalen Referenzprofile für die Basis des Thanetiums und des Seelandiums.

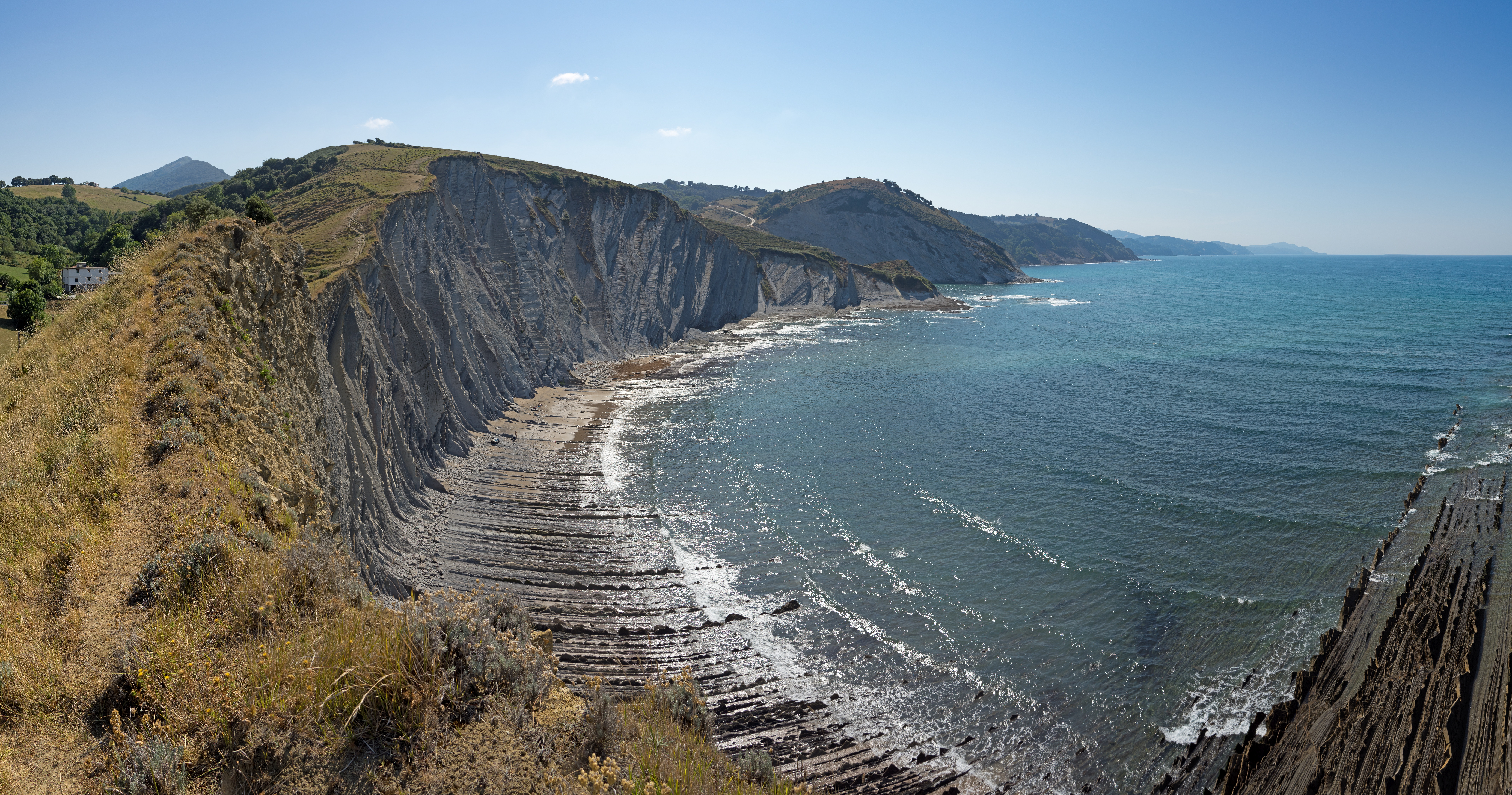
Flyschküste zwischen Zumaia und Deba

## Geschichte
Die erste urkundliche Erwähnung des Ortes stammt aus dem Jahr 1292.
Der Eisenbahnunfall von Zumaya 1941 forderte 26 Todesopfer.

## Sehenswürdigkeiten
Zu den Sehenswürdigkeiten der Stadt gehört das Museum Museo Ignacio Zuloaga, in dem unter anderem die Werke von El Greco und Francisco de Goya ausgestellt werden. Es befindet sich im Haus, in dem der Maler Ignacio Zuloaga (1870–1945) lebte.
Die Kirche San Pedro wurde im Stil der Gotik errichtet. Sie liegt am Camino de la Costa, dem Jakobsweg entlang der Nordküste Spaniens.

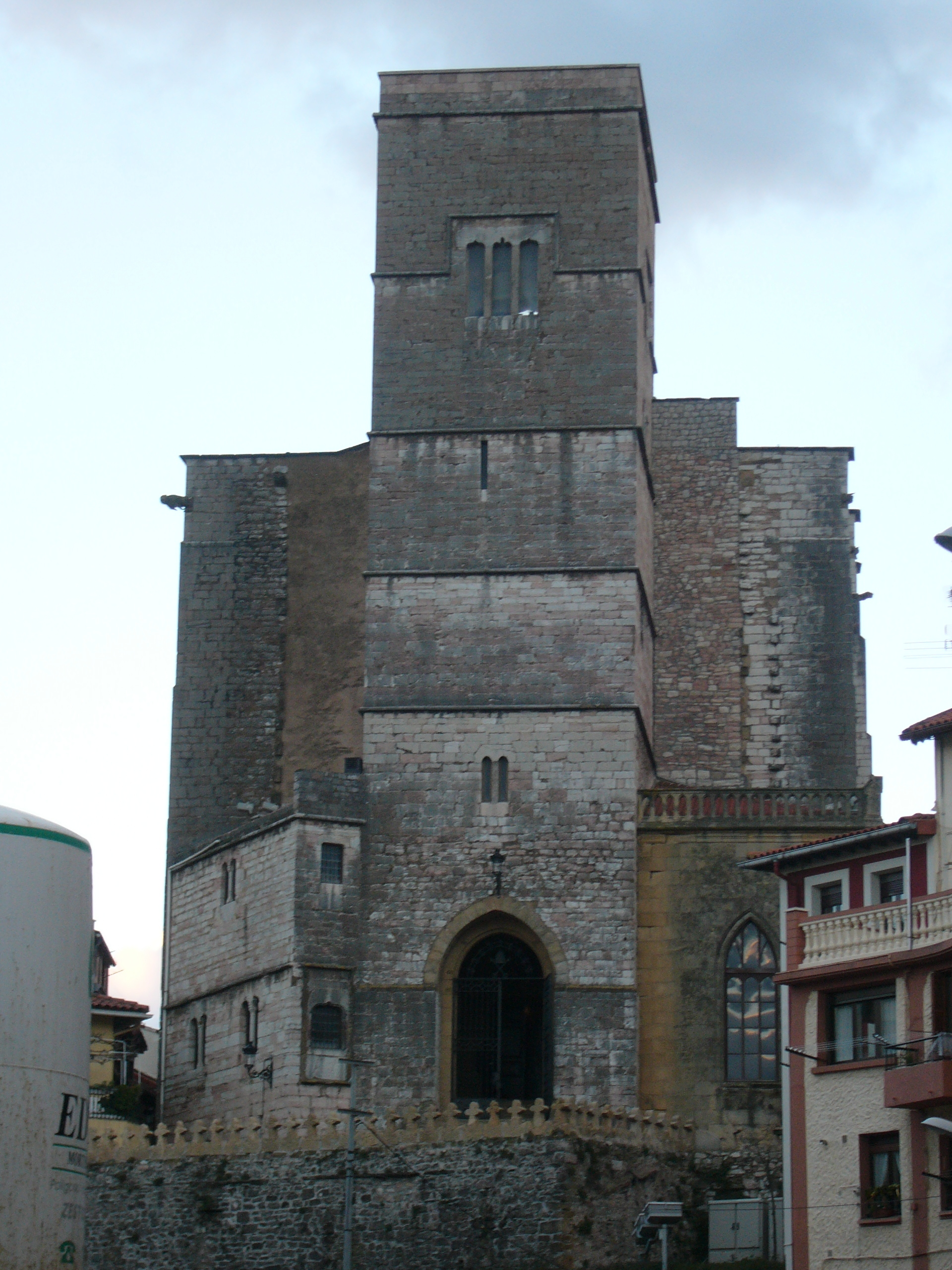
Kirche San Pedro, Zumaia
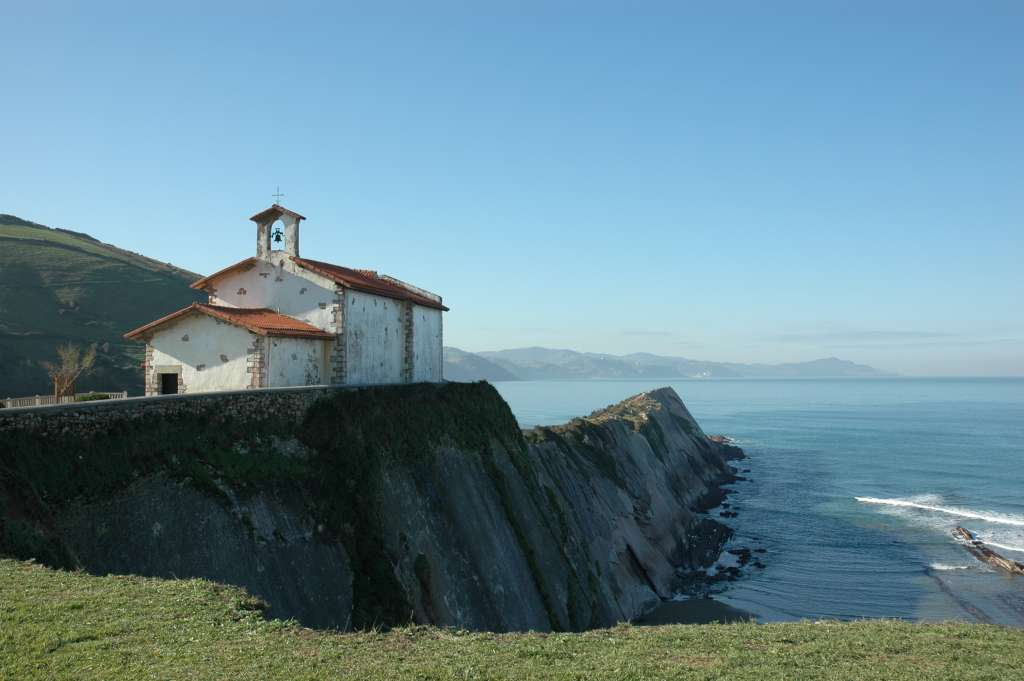
Kapelle San Telmo, Zumaia
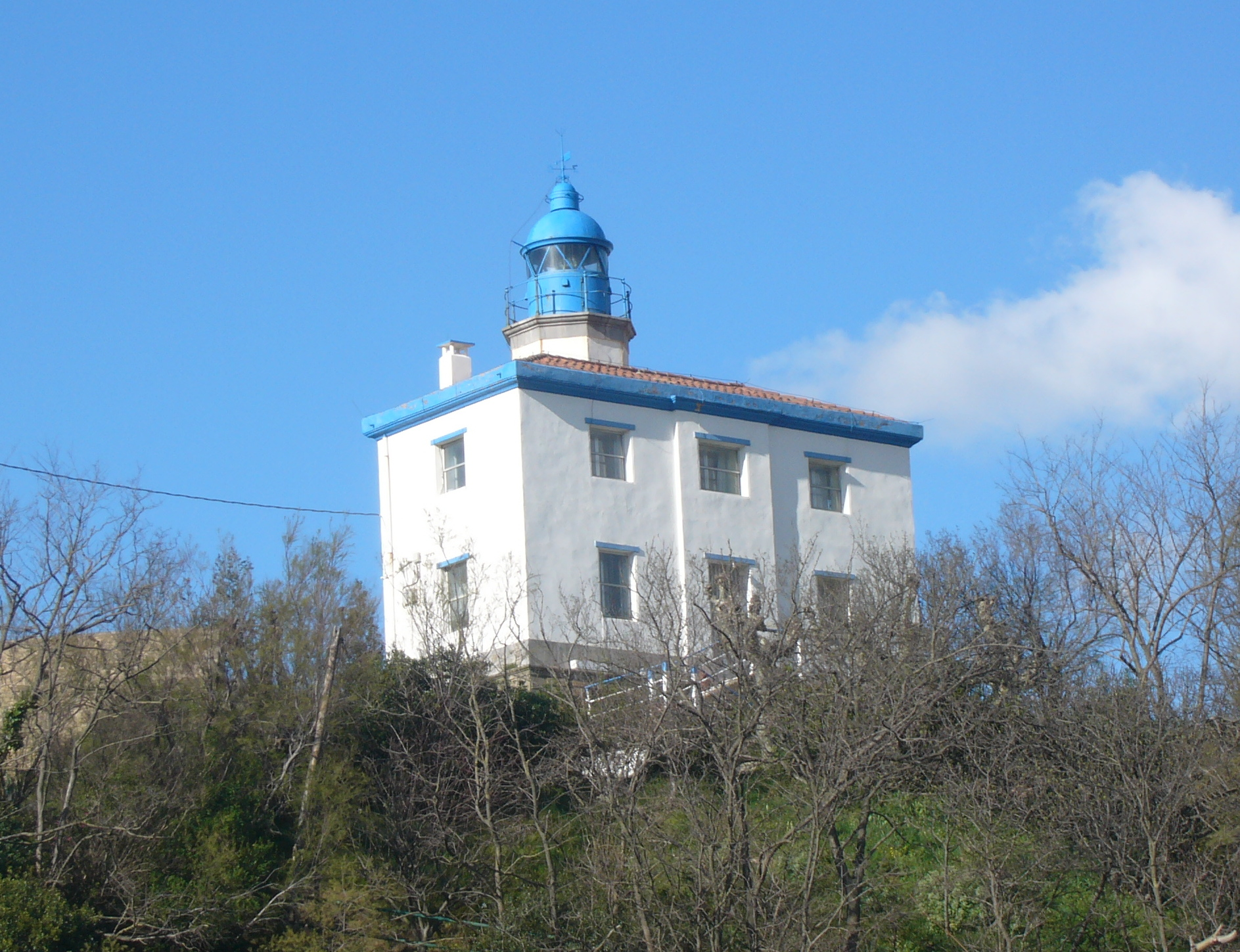
Leuchtturm, Zumaia
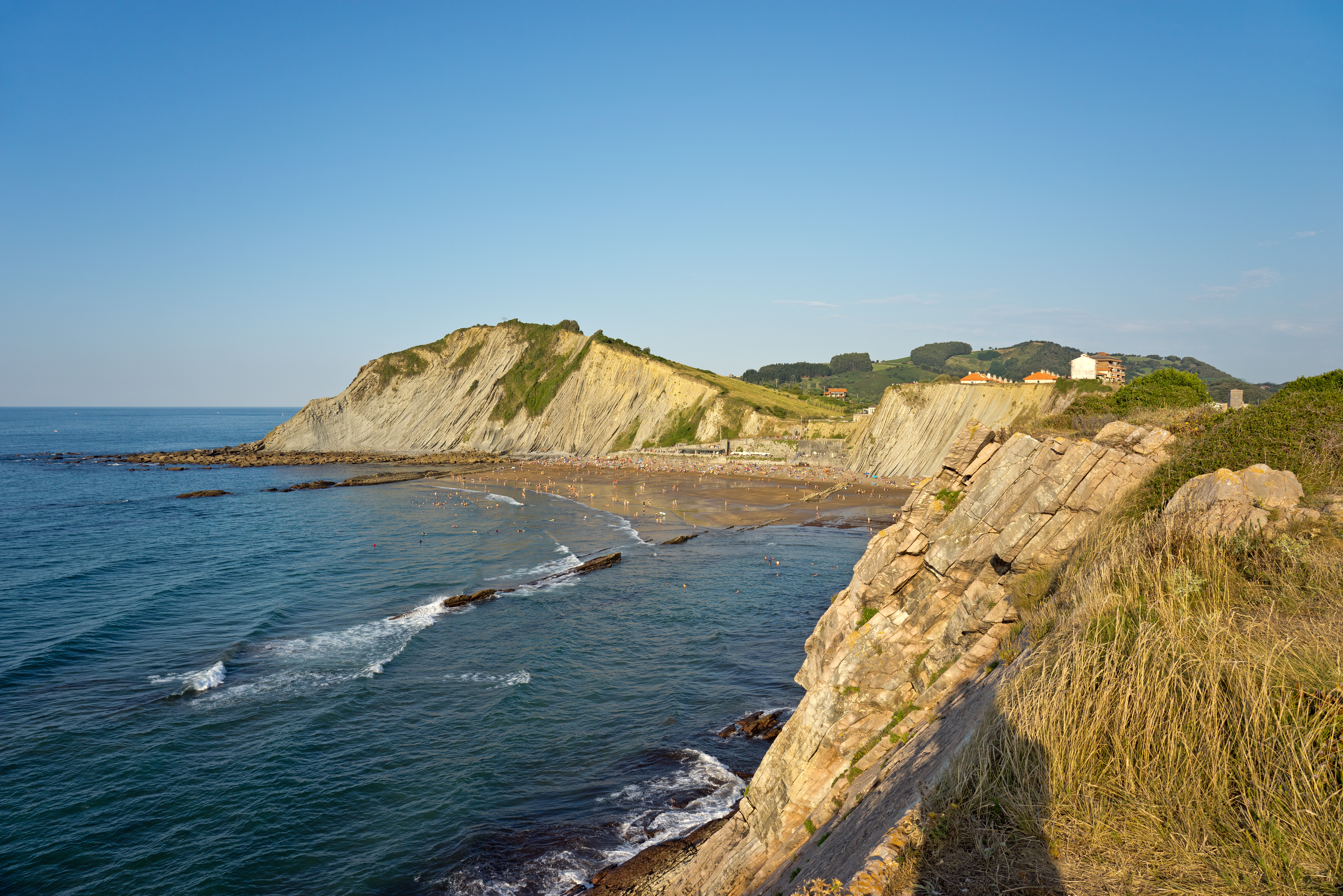
Baskische Küste bei Zumaia mit dem Itzurun Strand
Flyschformation am Strand von Algorri bei Zumaia

## Jakobsweg
Zumaia ist Teil des Jakobswegs an der Küste von Irun nach Santiago de Compostela, dem sog. Camino de la Costa und hier i. d. R. dritte Station für Jakobswegpilger.

## Verkehr
Die Stadt liegt an der Eisenbahnstrecke San Sebastian—Bilbao.

## Trivia
Die Steilküste der Stadt war ein Drehort der siebten Staffel Fernsehserie Game of Thrones.

## Söhne und Töchter der Stadt
- Estanislao Arroyabe (1941–2010), Philosoph
- Iban Iriondo (* 1984), Radrennfahrer
- Kauldi Odriozola (* 1997), Handballspieler
- Ander Torriko Egaña (* 1997), Handballspieler
- Peru Nolaskoain (* 1998), Fußballspieler